# Qimantag Shan
Qimantag Shan är en bergskedja i Kina. Den ligger i den västra delen av landet, 2 300 km väster om huvudstaden Peking.